# Michel Corvin
Pour les articles homonymes, voir Corvin.
Michel Corvin, né le 10 septembre 1930 à Montmorillon et mort le 20 août 2015 à Montfaucon-en-Velay,, est un universitaire français, spécialiste du théâtre du XXe siècle, qui a enseigné à l'université de la Sorbonne nouvelle, et a été intervenant régulier (Dramaturgie; Histoire du théâtre) à l'Ecole régionale d'acteurs de Cannes et Marseille.
Il est l'auteur et le coordonnateur de nombreux ouvrages, principalement sur le thème du théâtre.

## Décoration
- Commandeur de l'ordre des Arts et des Lettres en qualité d'« écrivain » (2003)[3]

## Œuvres
- Le Théâtre nouveau en France. PUF, coll. « Que sais-je ? » no 1072, 1963.
- Petite folie collective. Illustrations de Copi, Tchou, 1966.
- Le Théâtre nouveau à l’étranger. PUF, coll. « Que sais-je ? » no 1136, 1969.
- Torma l’imposteur, essai d’interprétation d’une mystification littéraire. Nizet, 1972.
- Le Théâtre de recherche entre les deux guerres : Le Laboratoire Art et action. L’âge d’homme, 1976.
- Molière et ses metteurs en scène d’aujourd’hui. Pour une analyse de la représentation. PUL, 1985.
- Le Théâtre en France (3 articles). Armand Colin, 1988.
- Le Théâtre de boulevard. PUF, coll. « Que sais-je ? » no 2442, 1989.
- Dictionnaire encyclopédique du théâtre. Bordas, 1991 (1re édition); Bordas, 1995 (2e édition); Larousse, 1998 (3e édition); Bordas, 2008 (4e édition).
- Lire la comédie, Dunod, 1994.
- Préface au Prince de Hombourg de Heinrich von Kleist, Gallimard, coll. « Folio-théâtre », 1994.
- Polieri, une passion visionnaire. Adam Biro, 1998.
- Philippe Minyana ou la parole visible. Théâtrales, 2000.
- Édition (avec Albert Dichy) du Théâtre complet de Jean Genet, Gallimard, Bibliothèque de la Pléiade, 2002.
- Direction scientifique de volumes de la collection folio-théâtre consacrés à : Jean Genet : Haute surveillance, Les Bonnes, Le Balcon, Les Nègres, Les Paravents, Le Bagne, Splendid’s/ Elle ; Roland Dubillard : Naïves hirondelles ; Antonin Artaud : Les Cenci ; Georges Feydeau : La Dame de chez Maxim, On Purge bébé ; Harold Pinter : Le Gardien ; Valère Novarina : L’acte Inconnu, l’Opérette imaginaire.
- Festivals d’avant-garde de 1956-1960. Somogy éditions d’art, 2004.
- Autour de Jacques Polieri : scénographie et technologie. En collaboration avec Franck Ancel, BNF Editions, 2004.
- De Godot à Zucco : Anthologie des auteurs dramatiques de langue française (1950-2000). Volume 2, Récits de vie : Le moi et l'intime. Collectif sous la direction de Michel Azama, Théâtrales, 2004.
- Écrire, un processus. La fiction pour se dire. Collectif avec Jean-Pierre Klein, Régine Detambel, Nicolas Brémaud, Art & Thérapie no 86/87, 2004.
- Michel Vinaver. Collectif avec Jean-Marie Thomasseau, Jean-Pierre Ryngaert, David Bradby, Europe, no 924, 2006.
- Genet. Collectif avec Philippe Le Leyzour, Denis Baronnet, Maxime Ketoff, Éditions Verdier, 2006.
- Du comique dans le théâtre contemporain. Collectif avec Bernadette Bost, Mireille Losco-Lena, Joseph Danan, Recherches & Travaux no 69, Ellug, 2007.
- Au sud de l'Est no 5 - Le théâtre contemporain. Collectif avec Dominique Dolmieu, Dragica Mugosa, Joëlle Dalègre, Non-Lieu éditions, 2009.
- Anthologie critique des auteurs dramatiques européens (1945-2000). Théâtrales, 2007.
- Noëlle Renaude, Atlas alphabétique d’un nouveau monde. Théâtrales, 2010.
- Valère Novarina. L'acte inconnu ; Devant la parole. Collectif avec Marion Ferry, Olivier Dublouclez, Canopé CNDP, 2011.
- Marchons ensemble, Novarina !. Vade mecum. Les Solitaires intempestifs, 2012.
- L'homme en trop. L'abhumanisme dans le théâtre contemporain. Les Solitaire intempestifs, 2013.
- La lecture innombrable des textes du théâtre contemporain. Théâtrales, 2015.
- Préface à L’Affaire Koltès, retour sur les enjeux d’une controverse, Théâtre d’or, coll. « Théâtres&Trac », 2015.
- Le Motif dans le tapis. Ambiguïté et suspension du sens dans le théâtre contemporain. Théâtrales, coll. « Sur le théâtre », 2016.
- Maïdan Inferno de Neda Nejdana. Préface, L’Espace d’un instant, 2016.
- Instants de théâtre. Photographies de Laurencine Lot, Tohu-Bohu, 2016.
- Postface à Faire théâtre sous le signe de la recherche, ouvrage dirigé par Mireille Losco-Lena, PUR, coll. « Le Spectaculaire Arts de la scène », 2017.